# Accreditation and Quality Assurance
Accreditation and Quality Assurance, abgekürzt Accredit. Qual. Assur., ist eine wissenschaftliche Fachzeitschrift, die vom Springer-Verlag veröffentlicht wird. Die Zeitschrift erscheint derzeit mit sechs Ausgaben im Jahr. Es werden Arbeiten veröffentlicht, die sich mit der Qualität, Transparenz und Verlässlichkeit von Messungen in den chemischen und biologischen Wissenschaften beschäftigen.
Der Impact Factor lag im Jahr 2014 bei 0,966. Nach der Statistik des ISI Web of Knowledge wird das Journal mit diesem Impact Factor in der Kategorie analytische Chemie an 60. Stelle von 74 Zeitschriften und in der Kategorie Instrumente & Instrumentierung an 40. Stelle von 56 Zeitschriften geführt. Im Jahr 2020 lag der Impact Factor bei 0,655.